# Patrick Ronald Cooney
Patrick Ronald Cooney (* 10. März 1934 in Detroit; † 15. Oktober 2012 in Gaylord) war Bischof von Gaylord.

## Leben
Patrick Ronald Cooney empfing am 20. Dezember 1959 in Rom die Priesterweihe durch Bischof Martin John O’Connor, den Rektor des Päpstlichen Nordamerika-Kollegs. Er studierte Philosophie am Sacred Heart Seminary College in Detroit (1952/56) und Theologie (1956/58) und die Heilige Schrift (1958/60) an der Päpstlichen Universität Gregoriana in Rom. Von 1960 bis 1962 war er in der Seelsorge in Detroit tätig. 1962 wurde er Assistent des Kanzlers im Ordinariat in Detroit. 1969 wurde er Direktor der Abteilung für das Gebet. Von 1967 an war er Kaplan am Mercy College, Detroit. 1977 bis 1983 war er Rektor der Cathedral of the Most Blessed Sacrament in Detroit.
Papst Johannes Paul II. ernannte ihn am 3. Dezember 1982 Titularbischof von Hodelm und zum Weihbischof im Erzbistum Detroit. Die Bischofsweihe spendete ihm der Erzbischof von Detroit, Edmund Casimir Kardinal Szoka, am 27. Januar 1983 in der Kathedrale von Detroit; Mitkonsekratoren waren Arthur Henry Krawczak, Weihbischof in Hartford, und Harold Robert Perry SVD, Weihbischof in New Orleans.
Am 6. November 1989 wurde er zum Bischof von Gaylord ernannt und am 28. Januar des nächsten Jahres in das Amt eingeführt. Von 1987 bis 1991 war er Kaplan der Region VI. (Michigan und Ohio) der US-amerikanischen Bischofskonferenz. Er hatte zahlreiche weitere Aufgaben in verschiedenen Kommissionen der Bischofskonferenz.
Am 7. Oktober 2009 nahm Papst Benedikt XVI. Cooneys altersbedingten Rücktritt an.